# 国民阵线 (阿尔巴尼亚)
国民阵线，又译巴里党，是1939年春季意大利占领阿尔巴尼亚后阿尔巴尼亚人为了反抗意大利法西斯而创建的民族主义组织。从1942年秋天建立到1944年11月流亡海外，其与意大利占领者作斗争并与共产主义者合作。但是在意大利投降后，其选择与新占领者纳粹德国合作并对抗阿尔巴尼亚民族解放运动。在阿尔巴尼亚社会主义人民共和国成立后，其流亡海外并作为一个流亡组织运作，直到1949年夏天彻底解散。
国民阵线一直由米德哈特·弗拉舍里领导，最初由来自阿尔巴尼亚南部的地主和知识分子组成。他们的特点是反对前阿尔巴尼亚统治者索古一世的政策和民族共和主义。国民阵线的主要目标是团结反对入侵者的地下活动，并建立一个民主、共和的大阿尔巴尼亚。从1941年起，他们在农村组织游击队并对意大利军队进行了零星的攻击。多年来，他们的追随者数量不断增加，这使得了他们的社会基础的扩大。在抵抗同时，由共产党人所领导的阿尔巴尼亚民族解放阵线也开始崛起，并与国民阵线展开合作。但是由于双方的意识形态不一样，双方的合作很少，西方盟国也试图联合两支作战部队。但在1943年9月，在意大利投降和德国占领阿尔巴尼亚的同时，共产党宣布与“反动叛徒”进行全面正面斗争。因此，在接下来的几个月里，双方的冲突加剧，这就导致被占领的阿尔巴尼亚腹地出现内战局势。共产党领导的民族解放运动成功地将国民阵线逐出了阿尔巴尼亚南部。因此，国民阵线选择与德军合作，并转变为坚定的反共主义组织。到1943年底，它已经站在德国占领军一边，对抗民族解放运动，这使其完全成为了德国占领军的合作者。一直到1944年11月，阿尔巴尼亚共产党占领了全部阿尔巴尼亚，大部分国民阵线的领导人流亡海外。

## 历史
在阿尔巴尼亚从奥斯曼帝国手中独立后，在艾哈迈德·索古在党内斗争中脱颖而出并成为了阿尔巴尼亚总理。在六月革命后，以应对不断推进的反对派，索古一世在南斯拉夫军队的支持下发动政变，并于1925年1月在阿尔巴尼亚国民议会中宣布自己为共和国总统。为了报答南斯拉夫，索古还将圣瑙姆修道院割让给南斯拉夫。事实证明，索古的欲望不止于此，他最终于1928年2月宣布阿尔巴尼亚王国成立，自己加冕为阿尔巴尼亚国王。然而，阿尔巴尼亚的经济不发达以及资源缺乏，这就增加了这个小国对邻国意大利依赖。1926年11月阿尔巴尼亚和意大利签订了地拉那条约，条约中规定任何反对阿尔巴尼亚的人都是阿尔巴尼亚和意大利的敌人，且两国之间不得作出有损对方利益的行为。但是，在全球大萧条期间，阿尔巴尼亚没有足够的钱偿还意大利的贷款，因此意大利以此为借口，逐渐控制了阿尔巴尼亚的各个方面，从军队到民生，几乎所有重要的部门都被意大利把持着。尽管条约中双方都承诺不会攻击双方，但意大利逐渐厌倦帮助阿尔巴尼亚，并在1939年4月7日，在第二次世界大战爆发之前入侵阿尔巴尼亚，索古一世逃亡英国。1939年4月12日，意大利人扶持了意大利的支持者谢夫盖特·维拉克 (Shefqet Vërlac) 组建傀儡政府，阿尔巴尼亚的独立国家地位再次不复存在。

## 创立

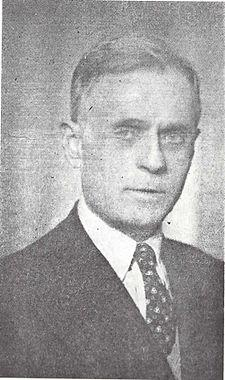
米德哈特·弗拉舍里

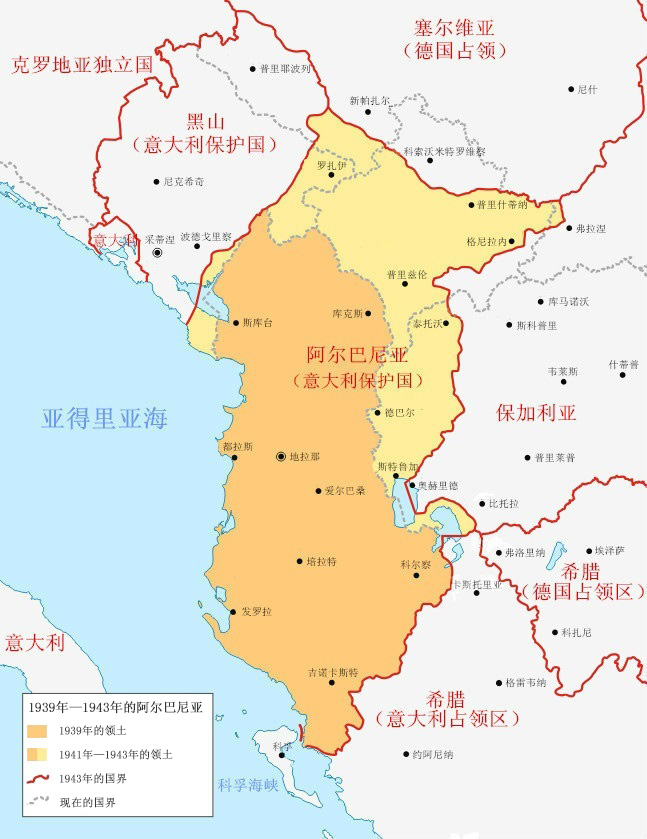
意大利控制下的阿尔巴尼亚

在阿尔巴尼亚沦陷后，国民阵线成立。该组织是由阿尔巴尼亚的名门望族——弗拉舍里家族的后裔，米德哈特·弗拉舍里所建立的。从1910年代，他开始积极参与阿尔巴尼亚的公共事务当中，第一次世界大战后，他作为外交官在国际联盟中为阿尔巴尼亚政府工作。在对建立独裁政权的索古越来越不认同后，他于1926年辞去其所外交官的职位，并以其不屈不挠的反抗行为成为反抗索古政权的代表人物。在意大利占领阿尔巴尼亚后，他决定采取行动来对抗意大利，并于1939年5月在地拉那的家中召开了反法西斯持不同政见者的第一次秘密会议。这些反法西斯主义者宣布组成了他们的政治组织，被称为全国抵抗运动（Lëvizja Kombëtare e Rezistençes），其主席是弗拉舍里。 他们的座右铭是“阿尔巴尼亚属于阿尔巴尼亚人！” （Shqipëria albanianvet！） 。 不过，全国抵抗运动很开就被非正式地称为“国民阵线”即“Balli Kombëtar”，其成员被称为Ballistë。
反对索古政权的南阿尔巴尼亚地主、知识分子、军官和公务员，以及从国外回到阿尔巴尼亚的的移民，是国民阵线早期的主要成员，同时也是国民阵线成立时的骨干。他们的政治意识形态最初以带有强烈的阿尔巴尼亚民族主义色彩的共和主义为特征，他们将这一思想称之为民族共和主义。他们的主要目标是驱逐意大利占领者并且建立一个大阿尔巴尼亚，其中包括阿尔巴尼亚本国，以及科索沃、希腊和马其顿有大量的阿尔巴尼亚族居住的地方。在社会纲领方面，他们的目是实现具有明确经济和社会改革思想的西式民主政府形式。

## 反法西斯时期
由于国民阵线的领导者主要来自不会战斗的地主和知识分子，因此国民阵线在其运作的头两年主要是组织反法西斯游行和印发被傀儡政府规定的非法的爱国文学作品和传单。此外，他们还做出一些外交努力，试图寻找与盟国代表的联系，希望能够让英国或美国下场干预。不过，他们还是于1941年组建了第一批可以战斗的游击队，随后通过小规模袭击并削弱了驻扎在阿尔巴尼亚的意大利军队。不过，他们的游击队也只是零星地分布在阿尔巴尼亚各处，以保护平民百姓免受意大利的报复行动。
然而，从1942年开始，刚刚成立的阿尔巴尼亚共产党（即后来的阿尔巴尼亚劳动党）的游击队也出现在阿尔巴尼亚战场上，并且共产党的力量日益增强。同时国民阵线增加了他们的军事活动，他们控制下的部队的数量有所增加。随着国民阵线在阿尔巴尼亚全国范围内的扩张，越来越多的农民、工人、商人、教师和年轻人选择加入国民阵线，反抗意大利法西斯。除了他们之外，一些被排除在共产党之外的年轻人也加入了国民阵线的行列。为了让当局更加重视国民阵线，他们于1942年10月再次举行会议，并正式成为一个名为国民阵线的政党，米德哈特·弗拉舍里成为主席。他们之前的口号被扩大为：“阿尔巴尼亚属于阿尔巴尼亚人！ 叛徒必死！(Shqipëria albanianvet！Vdekje tradhëtarevet!)与此同时，他们发布了一篇备忘录，概述了国民阵线的目标：
1. 我们正在为红旗和黑棋而战，为捍卫阿尔巴尼亚人民的权利而战；
2. 我们正在为一个民主、民族和自由的阿尔巴尼亚现代化社会而战；
3. 我们正在为一个言论和思想自由盛行的阿尔巴尼亚而战；
4. 我们正在为建立一个经济和社会适当平衡的阿尔巴尼亚而战，以便不再有剥削者和被剥削者，不再有人以牺牲同胞为代价生活，不再有农民没有足够的土地生活，不会有没有住房和保障的蓝领和白领工人，也就是说，我们正在为一个稳定的阿尔巴尼亚而奋斗，并根据阿尔巴尼亚人民的愿望和需要进行彻底改革的经济制度；
5. 我们正在为建立一个阿尔巴尼亚而奋斗，在阿尔巴尼亚的学校教育的帮助下，各阶层人民被压抑的才能将得以曝光、得到支持和蓬勃发展；
6. 我们正在为阿尔巴尼亚而战，无论年龄、地区或信仰如何，所有积极贡献都将得到适当的赞赏；
7. 我们正在努力创建一个由不妥协的人民、在任何时候、任何条件下都竭尽全力拯救国家和福祉的阿尔巴尼亚人、由有能力和诚实的工人领导的阿尔巴尼亚；
8. 我们正在为一个阿尔巴尼亚而战，它将以极其严厉的方式惩罚所有反爱国者、叛徒、走狗、麻烦制造者、投机者和间谍； 对于一个没有伪君子、阿谀奉承者、封建压迫者和任何阻碍我们这个新生国家的发展和进步的人有容身之地的阿尔巴尼亚；
9. 我们正在努力协调和团结民族的创造力，建立所有阿尔巴尼亚人的智力和精神联盟；
10. 我们正在努力动员全国所有有活力的反对派，以实现国民阵线的理想。

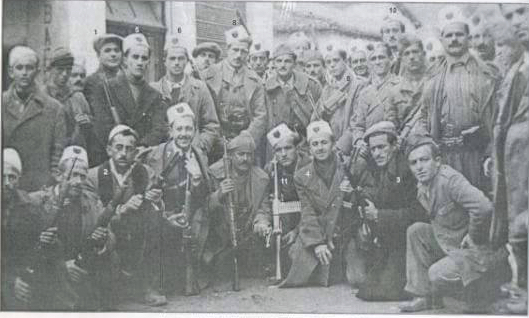
国民阵线的游击队成员

由于共产党人在与意大利的战斗中逐渐占了上风，国民阵线担心他们的对手会获得无懈可击的优势。与组织严密的共产党相比，国民阵线在政治和军事上都表现出组织混乱，国民阵线的游击队员在对意大利军队的打击成效甚微，这无助于他们与意大利作战以及和共产党竞争。
此外，一些区域组织无视管理层的指导方针和规定，独立开展活动。他们还质疑自己之前外交策略的正确性，因为他们认为西方可能的干预可能会使阿尔巴尼亚共产党上台在战后直接控制阿尔巴尼亚。协约国对希腊的帮助也让它们感到不安，他们将希腊吞并的领土归还给阿尔巴尼亚视为一种威胁。 为了获得更有利的政治地位，从1942年10月起，国民阵线对入侵的意大利军队的打击有所增加。尽管如此，越来越明显的是，国民阵线在武装抵抗中只能扮演共产党人的副手角色，尽管直到1943年中期，共产党人和民族主义者的战斗部队还存在零星的合作。这是由于国民阵线主要在农村活动，共产党在城市活动，而控制阿尔巴尼亚南部部分城市的国民阵线经常为逃离意大利当局的共产主义游击队提供庇护。
然而，在抵抗运动的两个主要参与者在幕后用相当敌对的眼光看过对方之后，他们的合作便无法进行。依靠阿尔巴尼亚民族主义起家的国民阵线领导人最初反对共产主义思想，他们认为阿尔巴尼亚共产党人是苏联的代理人。此外，他们谴责游击队毫无考虑的战斗，因为战斗过后经常遭到意大利军队的报复性打击，造成许多无辜平民伤亡。弗拉舍里和其他领导人甚至没有出席1942年9月15日至16日举行的佩扎会议，该会议由共产党组织，并以民族解放运动的建立而告终。另一方面，共产党人将国民阵线视为玩双重博弈的反动派和通敌者。不管则怎样，他们都正在为战后阿尔巴尼亚的统治权做准备，而不容忍对手和反对派。

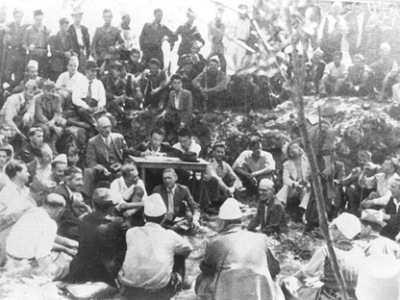
共产党和国民阵线举行会议

1943年夏天，英国战争部特别行动执行局（SOE）派出几名特工前往阿尔巴尼亚，准备组织一个联盟对抗入侵者。其中一位名叫尼尔·“比利”·麦克莱恩的特工在抵达阿尔巴尼亚后，促使国民阵线和共产党主导的民族解放运动的代表于1943年7月26日在地拉那附近开始秘密谈判。国民阵线由其主席本人米德哈特·弗拉舍里代表，而共产党代表团则由二线领导人伊梅尔·迪什尼察 (Ymer Dishnica) 领导。意大利当局知道此次会议后，参会者转移到在克鲁亚附近的穆克杰继续进行会议。最终，8月2日，他们签署了穆克杰协议，承诺双方联合起来共同抗击侵略者。 该文件的其他内容包括两党承诺在战后组织自由和民主的选举，以及统一大阿尔巴尼亚的要求也包含在协议中，尽管这一条被共产党反对。与此同时，双方代表按同等比例成立了拯救阿尔巴尼亚委员会（Komiteti i Shpëtimit Kombëtar），负责管理协议条款的执行。
在会议结束后，阿尔巴尼亚共产党领导层以及指派给他们的南斯拉夫顾问对协议内容感到愤怒，其中包括将科索沃和德巴尔并入阿尔巴尼亚的条款。恩维尔·霍查于8月8日宣布该协议无效，随后在中央委员会九月的会议上，他们正式拒绝了，同时宣布对国民阵线进行全面打击。他们在1943年9月9日向各党组织和游击组织分发的通知中，把国民阵线称为人民的敌人，要消灭，还将国民阵线称之为叛国阵线（Balli Tradhëtar）。

## 反共时期
与此同时，意大利于1943年9月8日投降，驻阿尔巴尼亚的军队被纳粹德国的部队取代。共产党趁军事形势混乱，立即向国民阵线发起进攻。在科尔察地区，共产党游击队在五十名希腊共产党员的协助下，袭击了一支驻扎在泽基什特的国民阵线的部队。9月，库乔韦、卢什涅和培拉特地区发生了进一步的袭击。局势持续升级，在德国占领下的阿尔巴尼亚，民族抵抗被内战所取代。10月15日，两千名共产党游击队袭击了普雷扎地区一支国民阵线部队。最严重的事件发生在1943年10月21日，穆罕默德·谢胡指挥的游击队突击旅在卢什涅附近与国民阵线游击队发生冲突，六十七名拒绝加入的共产党的国民阵线成员被处决。11月4日，民族解放运动又袭击了阿齐兹·恰米 (Aziz Çami) 的军营，杀死了包括领导人希斯尼·莱佩尼察 (Hysni Lepenica) 在内的50名游击队员，并放火焚烧了附近村庄的房子，因为这些村民被认为支持国民阵线。
共产党的主要敌人似乎不再是占领国纳粹德国，而是国民阵线和脱离民族解放运动的阿巴兹·库皮创立的合法性运动。国民阵线为了对抗民族解放运动的攻击，便停止进行针对于德国的攻击行动。寡不敌众的国民阵线部队被赶出了阿尔巴尼亚南部的城镇，到了年底，只有发罗拉成为国民阵线部队唯一控制的城市。国民阵线队德国的抵抗也受到了很大的削弱，特别是从1944年春天开始，盟军主要在共产党人身上看到了对抗德国人的希望，因此他们通过运送武器、弹药、军事装备和食品来支持民族解放运动。
尽管如此，SOE仍尝试将共产党和国民阵线团结起来并一起保卫阿尔巴尼亚。1943年11月8日，他们的另一名特工埃德蒙·弗兰克·戴维斯 (Edmund Frank Davies) 在地拉那附近会见了国民阵线和合法性运动的领导人)，他设法说服他们合作，并让他们签署了一份意向声明。当他后来向恩维尔·霍查展示这份文件时，霍查却捧腹大笑并向戴维斯明确表示他们不会放弃针对“反动叛徒”的“内战”。在戴维斯于1943年12月和1944年1月的报告中，他向上级表示，在内战形势下建立统一战线是不可能的，而且在国民阵线与德国侵略者勾结后，他认为没有任何实际理由支持国民阵线。
戴维斯的报告反映了现实，1943年9月开始的内战局势从根本上改变了国民阵线领导人的政策：他们的反法西斯主义被反共主义所取代。他们认为国民阵线的生存受到共产党的战争威胁，因此在1943年底，他们已经沦为德国占领者的工具，并参加了德国占领者对共产党游击队成功的战争。国民阵线奉行双重战斗政策：他们为自己与纳粹的合作辩护，称他们实现政治目标的唯一机会是支持德国军队，德军大大击败了共产党，与此同时，他们继续与盟国代表进行谈判。1944年2月16日至3月25日期间，国民阵线领导人之一斯肯德·穆索代表弗拉舍里与SOE的一名联络官安东尼·奎尔 (Anthony Quayle) 进行了秘密谈判。在此过程中，穆索向英国少校保证，在消灭共产党后，他们将再次将武器转向德国人，将自己置于英国的军事控制之下，并请求他们支持战后阿尔巴尼亚将科索沃和德巴尔划为阿尔巴尼亚领土。奎尔在报告中描述，国民阵线目前的政策是出于对共产党在未来掌权阿尔巴尼亚的恐惧，并称这不是一个可以忽略不计的问题。
尽管英国与国民阵线的接触引起了共产党的反对，并被共产党要求召回分配给他们的军事顾问，但英国并没有放弃与国民阵线的合作。 另一方面，一部分民众不再对国民阵线的产生同情，因为国民阵线已经与纳粹进行合作。1944年5月，共产党在佩尔梅特召开代表大会，并在会上宣布组建了临时政府，之后，国民阵线和他们的游击队再一次站在德国人的一边反对共产党。国民阵线和德军针对共产党的军事行动一直持续到6月中旬，但他们没有那么的好运，此时的共产党游击队已经从去年冬天的失败中恢复过来，而德军节节败退，逐渐撤离了阿尔巴尼亚。 到1944年9月，国民阵线已经完全撤出阿尔巴尼亚南部，只有小股部队在都拉斯和斯库台之间的阿尔巴尼亚北部海岸作战。在绝望中，他们寻求盟军的支持，并指挥他们剩余的军事力量对抗从该国撤退的德国军队。
与此同时，他们也决定在政治舞台上孤注一掷。鉴于游击队在军事上要比国民阵线强大的多，因此国民阵线于1944年6月15日召开一次秘密会议，并邀请了同样反共的合法性运动和其它反共组织参加。在会议上，他们同意废除雷杰普·米特罗维察领导的傀儡政府，并组建临时国民政府。他们的目的是使国民政府取代合作政府，为阿尔巴尼亚的国家利益采取行动，即便将来共产党很有可能获胜。7月14日，米特罗维察宣布辞职，菲克里·迪内成为总理并于7月19日组建内阁。 然而，由于战争的原因使得迪内组建的内阁无法有效运作，仅六周后就解散了。迪内政府解散后，由同属于国民阵线的易卜拉欣·贝伊·比恰克丘担任阿尔巴尼亚总理。此时的国民阵线已经是强弩之末，国民阵线在与共产党的冲突中已经损失了超过3000人，然后在11月3日，他们正式放下武器并解散了部队。1944年10月18日，包括迪内在内的多名国民阵线领导人乘坐小船，并逃往意大利。
1944年11月28日，恩维尔·霍查凯旋进入被收复的地拉那，第二天阿尔巴尼亚全境解放。12月3日，地拉那广播电台发布了民族解放高级委员会主席奥马尔·尼沙尼的法令，宣布对与占领国勾结的组织和个人进行大赦。 然而，实践表明并非如此，被称为通敌叛徒的国民阵线领导人和活动人士仍遭到逮捕并受到人民法院的审判，其中许多人被处决。国民阵线的两位领导人巴赫里·奥马里（Bahri Omari，也就是霍查的妹夫）和科勒·特罗玛拉（Kolë Tromara）于1944年12月被捕，在法庭上被判处了死刑并于1945年4月14日被处决。霍查政府还发起外交行动，希望引渡逃往西方的国民阵线领导人，但英国政府拒绝了他们的要求。 国民阵线领导人之一阿巴斯·埃尔门吉 (Abas Ermenji) 在阿尔巴尼亚山区又躲藏了两年，才设法逃往国外，从而避免了逮捕。